# Lagbok
En lagbok är en med offentlig sanktion gjord systematisk uppteckning av lagar, som utgör en del av, eller hela, grunden för en jurisdiktion.
En av de äldsta kända lagsamlingarna är Hammurabis lagar.

## Svensk rätt
De första svenska lagböckerna var de av landskapslagarna som utarbetats av kungliga kommissioner. I svensk rätt kallas en lagboks avsnitt för balkar. Den nu gällande lagen i Sverige och Finland är 1734 års lag, som dock har förändrats flera gånger.

## Historik
Lagbok, en mer eller mindre fullständig och systematiskt ordnad sammanfattning av lagbestämmelser, som gäller inom ett land eller en del av ett land. En sådan "kodifikation" har väsentliga fördelar, men möter ofta stora svårigheter. Å ena sidan medför det osäkerhet i rättstillståndet och oreda i de rättsliga förhållandena, om ingen sammanfattning av gällande lagbud och rättsgrundsatser finns, utan den gällande rätten utgörs av dels fristående förordningar och föreskrifter, dels sedvanerättsgrundsatser. Å andra sidan möter den svårigheten att, då en dylik kodifikation måste utgå från fasta, hela rätten genomgående principer, lagstiftaren lätt löper risken att vid ett sådant försök, som således i större eller mindre mån innebär en grundläggande förändring av rätten, komma i strid med folkets rättsmedvetande. När och i vilken omfattning en sådan kodifikation kan och bör äga rum, beror därför på olika kulturförhållanden och andra omständigheter på olika tider hos olika folk. Bland äldre, mera betydande kodifikationer är den babyloniske konungen Hammurabis lagbok från tiden omkring 2250 f.Kr. den äldsta kända, men kodifikationer torde ha funnits även hos andra antika kulturfolk, sannolikt även hos aztekerna i Centralamerika. Den förnämsta av alla dessa är dock den, som Justinianus I företog av romerska rätten.
I det moderna Europas kulturstater fanns i allmänhet rätten kodificerad. Endast England gör undantag. Den engelska rätten utgörs nämligen dels av genom prejudikat ytterligare utbildad sedvanerätt (common law), dels av en fortlöpande serie av särskilda förordningar (statute law). I Frankrike, där förut ingen enhet i rätten fanns, i det att i det sydliga Frankrike (pays du droit écrit) romersk rätt gällde, under det att i det nordliga (pays du droit coutumier) på germansk grund vilande sedvanerätt var rådande, började under revolutionstiden ett lagstiftningsarbete, vars första frukt var Code civil des français (Code Napoléon, 1804), som efterföljdes av Code de procédure civile (1806), Code de commerce (1807), Code d’instruction criminelle (1808) och Code pénal (1810). Efter franskt mönster ha även övriga romanska stater förskaffat sig egna kodifikationer.
I Tyskland finner man väl mindre kodifikationsförsök redan från en tidigare period. Men i större skala började kodifikationsarbetet kort efter mitten av 1700-talet i de större staterna. Bland de viktigaste av dessa kodifikationer är Allgemeines landrecht für die preussischen staaten (1794) och Österrikes Allgemeines bürgerliches gesetzbuch (1811). Eter Tyska förbundets upplösning, 1866, och Nord-tyska förbundet bildades och efter det fransk-tyska kriget 1870-71 det nya Tyska kejsarriket upprättades, påbörjades en gemensam lagstiftning för en stor del av Tyskland, vilken omfattade dels strafflag, dels processlagar, dels slutligen genom den 1896 antagna, från och med l januari 1900 gällande Bürgerliches gesetzbuch allmän civillag. Även i Schweiz kom en gemensam lagbok till stånd.
För de skandinaviska länderna upprättades för Sverige (och Finland) Sveriges rikes lag, vilken, antogs på riksdagen 1734 och stadfästes 23 januari. 1736, och utgjorde resultatet av den år 1686 tillsatta stora lagkommissionens arbete. För Danmark tillkom Kong Kristian den femtes danske lov, 1683, och för Norge samme konungs Norske lov (1687).